# Friedhof Pankow IV

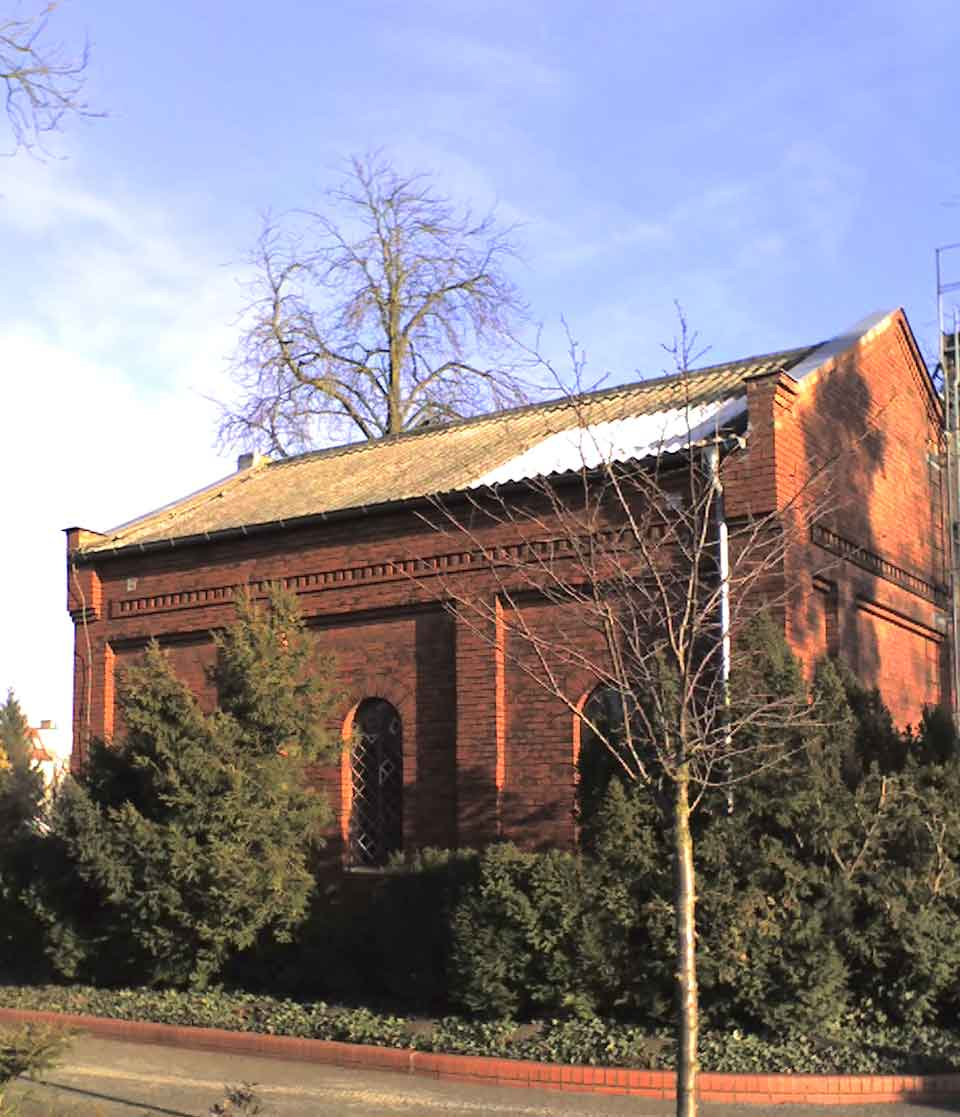
Feierhalle auf dem Friedhof Niederschönhausen

Der Friedhof Pankow IV ist ein städtischer Friedhof im Berliner Ortsteil Niederschönhausen. Er ist als Alleequartierfriedhof klassiert und erstreckt sich von der Buchholzer zur Blankenburger Straße, nahe dem Herthaplatz befindet er sich hinter den Häusern der Siegfriedstraße. Mit von rund 1,4 Hektar ist er im Bezirk einer der kleineren, zeichnet sich aber durch die Grabstätten aus. Die Berliner Friedhöfe sind durch die historische Entwicklung der Stadt zahlreich und über das Stadtgebiet verteilt.

## Geschichte
Der ehemalige Dorffriedhof von Niederschönhausen wurde schon Anfang des 19. Jahrhunderts genutzt. Durch das Bevölkerungswachstum am Rande der preußischen Metropole war der Bedarf für eine Neuanlage entstanden.
1854 schenkten zwei Niederschönhausener Bauerngutsbesitzer der Gemeinde das Land, für diese Schenkung wurde dem Bucher Bauern Liedemit die Fläche für ein Erbbegräbnis überlassen.
1856 forderte die Gemeinde den Kirchhof an der Kirche nach einer Zeit für Nachbeerdigungen zu schließen.
Zur Erweiterung kaufte die Gemeinde 1886 von dem Sohn Fritz Liedemit drei Morgen für 6.000 Mark, gewährt wurde dafür eine kostenfreie Erbbegräbnisstelle. Vom 3. März 1886 stammt der Gemeindebeschluss, am 27. September 1886 erfolgte der Grundbucheintrag.
Die Feierhalle entstand Anfang des 20. Jahrhunderts in romantisierender Form.

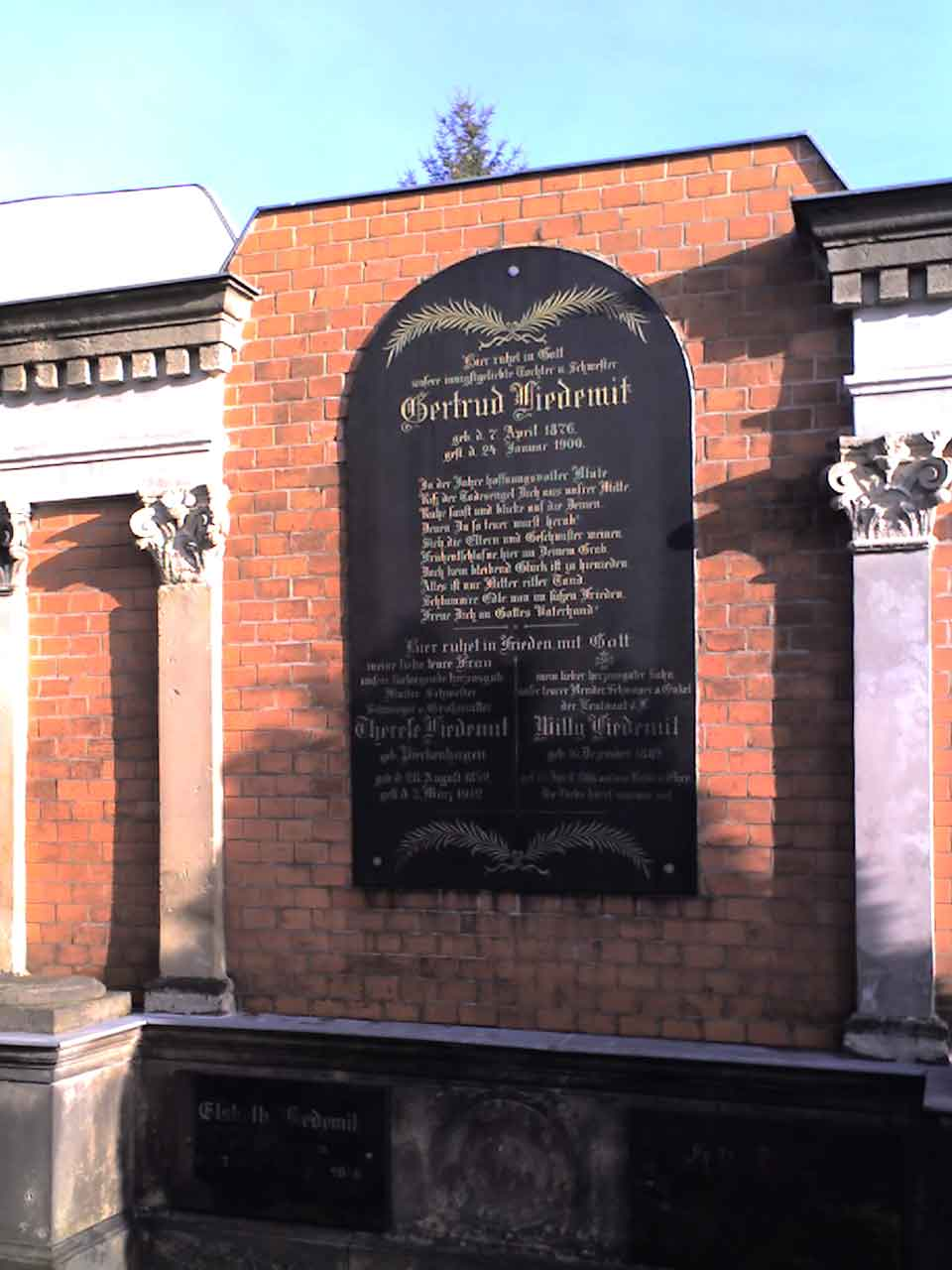
Erbbegräbnisstätte der Stifterfamilie Liedemit

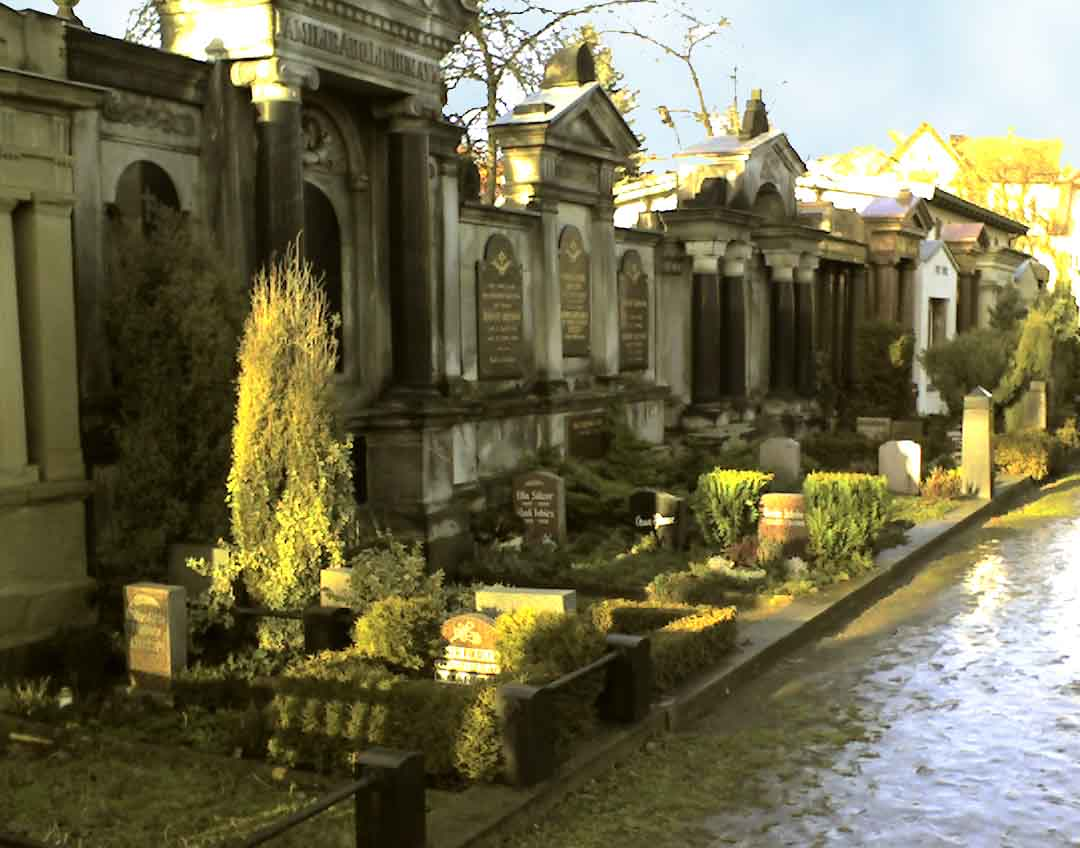
Eine der Erbbegräbniswände, sichtbar die teilweise Umnutzung zu Urnenstellen

## Grabstätten bekannter Persönlichkeiten
Auf diesem Gemeindefriedhof befinden sich Grabstellen vieler alteingesessener Bewohner des Ortes mit sehenswerten Denkmalen. Die Erbbegräbnisse, (nach bestehendem Recht Wahlgrabstätten) sind ansehenswert. Es befinden sich fünf Begräbniswände entlang der Friedhofsmauern, sie zeugen sowohl vom Reichtum einiger Bürger als auch andererseits von Bürgerstolz der Einwohner. Die Familie Liedemit besitzt wegen der Schenkungen ein besonderes Nutzungsrecht. Ab Mitte des 20. Jahrhunderts waren nach DDR-Recht die Erbbegräbnissrechte erloschen. Da auch der Bedarf an Erbbegräbnissen gesunken ist, wurden einige Flächen zu Urnenstellen umgewandelt. Die Möglichkeit einer weiteren Nutzung als Familiengrabstätten wurde nach 1990 wieder eingerichtet. Dadurch kann es seither zu Konflikten kommen. Wegen des gestiegenen Bedarfs an anonymen Bestattungen wurde auch eine größere Fläche als Urnengemeinschaftsanlage eingerichtet.
Die Grabstätten von Wilhelm Dieckmann, Carl von Ossietzky, Ernst Rehfeldt, Max Skladanowsky und Robert Uhrig wurden 2000 als Baudenkmal in die Denkmalliste von Pankow eingetragen. Anmerkenswert ist die Nähe des Friedhofs zum „Städtchen Pankow“, dem ersten Wohnsitz von DDR-Regierungsmitgliedern (1949–1960) und damit verbundene Begräbnisplätze mit Individualrechten.
Auf Friedhof IV befindet sich eine Kriegsgräberanlage mit 20 Einzelgräbern und zwei Sammelgräber für 28 Opfer von Krieg und Gewaltherrschaft.
- Wilhelm Dieckmann (1893–1944), Widerstandskämpfer (Abteilung 8U-#)[3]
- Horst Drinda (1927–2005), Schauspieler (Abteilung 8U-19)
- Herwart Grosse (1908–1982), Schauspieler und Theaterregisseur (Abteilung 8I-58) – eingeebnet
- Walter Jupé (1916–1985), Schauspieler und Dramaturg (Abteilung 8 I-57) – eingeebnet
- Johannes Kupke (1894–1988), Mediziner, 1945 erster Bürgermeister von Niederschönhausen nach dem Zweiten Weltkrieg
- Carl Liedemit (1826–1896), Erb-Bauer in Niederschönhausen, Stifter des Friedhofsgrundstückes
- Ludwig Mecklinger (1919–1994), Minister und Militärmediziner (Abteilung 9U-57)
- Hermann Moldenhauer (1849–1924), Ortsvorsteher der Gemeinde Niederschönhausen
- Carl von Ossietzky (1889–1938), Friedensnobelpreisträger, Journalist und Schriftsteller (Abteilung A1–35, Ehrengrab 1. Dezember 1992)[4]
- Ernst Rehfeldt (1865–1924), Ortschronist (Abteilung 4–61)[5][6]
- Max Skladanowsky (1863–1939), Erfinder (Abteilung Erbb 24-1), Ehrengrab 23. Mai 1995[7]
- Stephan Tanneberger (1935–2018), Mediziner, Onkologe
- Robert Uhrig (1903–1944), Widerstandskämpfer (Abteilung 10–19)[8]
- Jiří Vršťala (1920–1999), Künstler (Clown Ferdinand)
- Rolf Winkler (1930–2001), Bildhauer (Abteilung 10–54)